# Алемански диалекти
Алеманските диалекти (Alemannisch) са група немски диалекти. Наименованието произлиза от древногерманския племенен съюз, изестен като алемани. В повечето романски езици с корена алеман се бележат немските езици като цяло.